# فاطمة العزام
فاطمة العزام، لاعبة بارالمبية أردنية، وهي لاعبة المنتخب الوطني الأردني لكرة الطاولة البارالمبية. ولاعبة فريق الأمن العام. تصنف مشاركاتها الدولية ضمن فئة "إعاقات حركية فئة 4". صنّفت في المرتبة العاشرة عالمياً في كرة الطاولة لأصحاب الهمم.

## المشاركات الرياضية
شاركت فاطمة العزام في عدّة دورات أولمبية، حيث حصلت على الميدالية البرونزية في كل من الألعاب البارالمبية الصيفية 2004 في أثينا والألعاب البارالمبية الصيفية 2008 في بكين، والألعاب البارالمبية الصيفية 2012 في لندن.
حصلت على الميدالية الذهبية في بطولة مصر لكرة الطاولة الدولية البارالمبية عام 2020، وذهبية بطولة العالم للفرق في سويسرا عام 2006، وفضية بطولة بولندا عام 2019 وذهبية ألعاب غرب آسيا للفرق 2019، وبرونزيتيّ تصفيات آسيا المؤهلة للألعاب البارالمبية في البرازيل 2016. 
أما إنجازاتها المحلية، فقد احتلت المركز الأول في بطولة المملكة لكرة الطاولة للفرق من 1989 حتى 2016، فضلاً عن بطولة النادي الوطني الأهلية 2010.